# Feststellschraube
Eine Feststellschraube oder Klemmschraube auf einem mechanischen Bauteil oder an einem Messgerät dient dazu, dessen Lage oder Winkelstellung zu fixieren. Bei größeren Bauteilen werden auch Feststellhebel verwendet, die nach dem Prinzip des Exzenters funktionieren.
Feststellschrauben gibt es in sehr verschiedener Größe, Ausführung und Präzision. Einige Beispiele in abnehmender Größe sind:
- Herzschraube für Vermessungs-Stative, mit der ein Theodolit auf dem Stativteller angeklemmt wird
- Grobklemmen an den Drehachsen eines astronomischen Fernrohrs oder eines Universalinstruments. Nach Zudrehen der Klemme kann die Feinbewegung betätigt werden
- Schenkelschraube auf einem Tafelzirkel oder auf einer Schmiege zum Fixieren des eingestellten Winkels
- Klemmschraube an einem Visier oder einem fotografischen Kugelgelenk, um die Ausrichtung nach einem Zielpunkt zu fixieren
- Feststellschraube an einem Drahtauslöser, um den Verschluss einer Kamera während einer langen Belichtungszeit offen zu halten
- Justierschrauben und Wurmschrauben an feinen Messinstrumenten (Messuhr, Mikrometer etc.) oder an Horizontier-Libellen
- Einstellschrauben an einer Zahnspangen oder einem Kieferspreizer
- Fixierschrauben im Innern einer Taschen- oder Armbanduhr

Als Stellschrauben werden hingegen Schrauben bezeichnet, die neben der Fixierung eines Bauteils auch dessen kontrollierbare, kleine Verschiebung oder Verdrehung ermöglichen, siehe Justierschraube.